# La Boussac
La Boussac (bret. Labouseg) – miejscowość i gmina we Francji, w regionie Bretania, w departamencie Ille-et-Vilaine.
Według danych na rok 1990 gminę zamieszkiwało 909 osób, a gęstość zaludnienia wynosiła 41 osób/km² (wśród 1269 gmin Bretanii La Boussac plasuje się na 613. miejscu pod względem liczby ludności, natomiast pod względem powierzchni na miejscu 446.).